# Tây Ban Nha bảo hộ Maroc
Tây Ban Nha bảo hộ Maroc (tiếng Ả Rập: حماية إسبانيا في المغرب Ḥimāyat Isbāniyā fi-l-Mağrib; tiếng Tây Ban Nha: Protectorado español de Marruecos, phát âm tiếng Tây Ban Nha: [pɾo.tek̚.to.ˈɾa.ðo ɛs.pa.ˈɲol ðɛ ma.ˈrwe.kos] ⓘ) là một khu vực của Maroc dưới sự cai trị của đế quốc thực dân Tây Ban Nha thông qua Hiệp ước Fez năm 1912. Sức cai trị của Tây Ban Nha tại Moroc kết thúc vào năm 1956, khi Pháp và Tây Ban Nha công nhận nền độc lập của Maroc.
Vùng bảo hộ bao gồm khu vực phía bắc Moroc, bao gồm các khu vực của Rif và Jebala. Tám tháng trước khi thỏa thuận, Pháp đã thiết lập quyền bảo hộ của riêng mình trên hầu hết lãnh thổ hiện tại của Moroc. Tuy nhiên, việc thành lập một chính quyền thuộc địa của người bảo hộ trên các lãnh thổ Rif, tuy nhiên, sẽ chỉ xảy ra vào năm 1927, khi khu vực này đã được bình định. Sự bảo hộ kéo dài đến năm 1956.